# Dorothy Gurney
Dorothy Frances Blomfield (1858–1932)  est une auteure d'hymnes  et poète anglaise .

## Biographie
Gurney est la fille de Frederick George Blomfield, recteur de St Andrew Undershaft dans la ville de Londres. Elle est également le petite-fille de Charles James Blomfield, qui est évêque de Londres de 1828 à 1856, la nièce de l'architecte Sir Arthur Blomfield  et d'Alfred Blomfield, évêque de Colchester de 1882 à 1894  et cousine du géologue Francis Arthur Bather.
Elle épouse l'acteur Gerald Gurney en 1897. Il est le fils d'Archer Thompson Gurney (1820–1887), un ecclésiastique et hymnodiste de l'Église d'Angleterre. En 1904, son mari est ordonné prêtre de l'Église d'Angleterre . En 1919, Dorothy et son mari rejoignent l'Église catholique romaine .
Ses poèmes (Londres: Country Life, 1913) comprennent "God's Garden".